# Clemente Palma
Clemente Palma Ramírez (Lima, 3 de diciembre de 1872-Lima, 13 de septiembre de 1946) fue un escritor peruano modernista y crítico literario. Fue director de la revista Variedades por 23 años (1908-1931). Fue hijo del intelectual Ricardo Palma y medio hermano de la escritora Angélica Palma.

## Biografía
Clemente Palma Ramírez nació el 3 de diciembre de 1872 en Lima, Perú, fue hijo natural del escritor Ricardo Palma y de la ecuatoriana Clemencia (o Clementina) Ramírez, fue bautizado en la Iglesia de San Marcelo. Su padre se casó en 1876 con Cristina Román y Olivier, y tuvieron 7 hijos: Félix Vital, Angélica, también escritora y una de las fundadoras del movimiento feminista peruano, Ricardo, Peregrina Augusta, Cristina, Cristián y Renée Cristina.
Estudió en diversos colegios como el de Nuestra Señora de Guadalupe o el Pedro Labarthe Durand. Se graduó (1899) en Letras de la Universidad Nacional Mayor de San Marcos, con la polémica tesis El porvenir de las razas en el Perú.
Siendo su padre director de la Biblioteca Nacional, tuvo la oportunidad de leer la obra de diversos autores extranjeros, particularmente los rusos. En 1892 ingresó en la Biblioteca Nacional como curador, cargo que tuvo hasta 1901. Al año siguiente, fue designado cónsul en Barcelona y regresó al Perú en 1905 para ocupar nuevamente la curaduría de la Biblioteca hasta 1911.
En 1919, se casó en Barcelona con la puertorriqueña María Manuela Schmalz Kast, con la que tuvo cinco hijos: Judith, Clemente Ricardo, Ricardo, Clemencia e Isabel.
En 1919, cuando el presidente Augusto B. Leguía dio inicio a su oncenio, fue elegido diputado por la provincia de Lima para la Asamblea Nacional de ese año que tuvo por objeto emitir una nueva constitución, la Constitución de 1920. Luego se mantuvo como diputado ordinario hasta 1930 durante todo el Oncenio de Leguía.
En 1926 fue delegado del Congreso Panamericano de Periodistas, en Washington, y en 1929 en la Exposición Iberoamericana de Sevilla, donde también acudió su mediohermana Angélica.
Fue perseguido político del gobierno de Sánchez Cerro y vivió año y medio deportado en Santiago de Chile.
Ocupó los cargos de secretario general de la Sección Peruana de la Oficina de Cooperación Intelectual y de presidente del Ateneo de Lima. Fue miembro de la Academia Peruana de la Lengua y de la Sociedad Geográfica de Lima.
Falleció a los 73 años a consecuencia de un cáncer al páncreas en el hospital Arzobispo Loayza, el 13 de septiembre de 1946.

## Trayectoria literaria

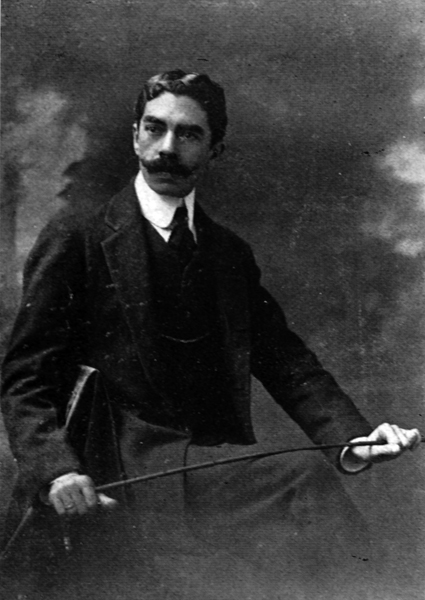
Clemente Palma en 1912

Comenzó su carrera literaria temprano, en la revista del colegio Pedro Labarthe, plantel donde fue compañero de aula de José Santos Chocano. 
Como periodista, comenzó trabajando en El Comercio en 1892 y después dirigió varias revistas, como El Iris (1894), Prisma (1906-1908) y Variedades (1908-1931), y el diario La Crónica (1929).
A los 20 años mientras edita la revista Iris, aprovecha para publicar sus cuentos, mientras paralelamente saca poemas y ensayos en Perú Artístico.
Su primer libro sale a la luz en 1895: Excursión literaria, recopilación de artículos escritos para El Comercio.
Dos cuentos publicados en 1901 le abren las puertas de la fama: La última rubia (17 de marzo) y Los ojos de Lina (5 de mayo), que formarían parte de su antología Cuentos malévolos, aparecida en Barcelona en 1904.
Con Granja blanca debuta ese mismo año en la ciencia ficción y en 1905 lo hace en la literatura vampírica con Vampiras.
La producción de Clemente Palma, uno de los primeros en cultivar el modernismo en el Perú, estuvo centrada en la narrativa.
Aunque fue ante todo un creador de cuentos, también incursionó en la novela: en 1913 publicó el primer capítulo de la inconclusa La nieta del oidor y posteriormente, la de ciencia ficción XYZ.
Figura clave en el desarrollo del cuento en su patria, introdujo temas nuevos en la literatura. Clemente Palma rompió con la tradición literaria peruana, apegada hasta entonces al costumbrismo, del que su padre había sido un exponente excelente. Sus historias tratan mayormente de temas fantásticos, psicológicos, de terror y de ciencia ficción. Sentía atracción por lo morboso y muchos de sus personajes son anormales y perversos.
Denota un fuerte influjo en sus obras de Edgar Allan Poe y, en menor medida, de los escritores rusos del siglo XIX y del decadentismo francés.
En 2006 la Pontificia Universidad Católica del Perú (PUCP) reeditó la obra narrativa de Clemente Palma, incluyendo la novela XYZ, que algunos críticos consideran un precedente de La invención de Morel (1940) del argentino Adolfo Bioy Casares.

### Escritos polémicos

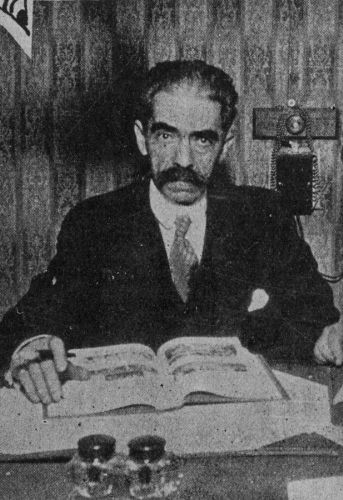
Una de las últimas fotos de Clemente Palma

Sus tesis de bachiller y doctorado fueron polémicas. Así, en El porvenir de las razas en el Perú, considera que el país está formado por una raza superior: la española; un conjunto de razas inferiores (la india, la negra y la china) y, por último, la mestiza, insuficientemente dotada. Unificadas por la acción del medio, todas ellas formarían la raza criolla. Siguiendo las corrientes deterministas en boga —especialmente las ideas del sociólogo francés Gustave Le Bon— opina que la raza india es inepta para la civilización y está condenada a cruzarse o a desaparecer, lo mismo que la negra y la china, por lo que la única raza con futuro, a su juicio, es la criolla. Sin embargo, a esta le falta carácter, que no pueden otorgarlo ni las leyes ni la educación, por lo que propone cruzarla con una "raza enérgica" como la alemana, para lo cual recomienda promover la inmigración de germanos.
También causó revuelo su Filosofía y arte, "serie de estudios de las diversas manifestaciones del arte en las evoluciones religiosas y filosóficas del espíritu moderno tan complejo, tan sutil, tan desequilibrado", en la que trata el ateísmo, el satanismo y la androginia. Ambas tesis reflejan el pensamiento positivista y el naturalismo evolucionista del que profesó Palma en su juventud.
Resultó también muy equivocada la crítica que hizo de César Vallejo, al que recomendó dedicarse a otra cosa que no fuera la poesía. Verdad es que lo hizo después de leer un solo poema, El poeta a su amada, que Palma califica de "adefesio", de una de esas "tonterías poéticas más o menos cursis" propias de los principiantes de la época. Vallejo le había enviado los versos en 1917 para su posible publicación en Variedades.

## Distinciones
- Caballero de la Orden de Isabel la Católica, España.
- Orden de Boyacá, Colombia.

## Obras
- Excursión literaria, selección de la columna del mismo nombre que tenía en el diario El Comercio, Lima, 1895
- Dos tesis, Lima, 1897. Contiene:
  - El porvenir de las razas y Filosofía y arte
- El Perú, ensayo, Barcelona, 1898
- Cuentos malévolos, con una carta-prólogo de Miguel de Unamuno, Barcelona, 1904 (2ª edición aumentada, con prólogo del escritor Ventura García Calderón, París, 1913)
- Mors ex vita, novela breve publicada en la revista mensual Mercurio Peruano, 1918; en libro aparte: Lima, 1923
- La cuestión de Tacna y Arica y la conferencia de Washington, artículo sobre el tema aparecidos en La Crónica y Variedades, Lima, 1922
- Historietas malignas, Lima, 1925. Contiene la novela breve Mors ex vita más tres cuentos
- XYZ, novela, Lima, 1935
- Don Alonso Henríquez de Guzmán y el primer poema sobre la conquista de América, Lima, 1935. Contiene el poema Nueva obra y breve en metro y prosa sobre la muerte del adelantado don Diego de Almagro (c. 1550), atribuido a Alonso Henríquez de Guzmán, y un estudio preliminar que había publicado en 1905 en El Ateneo
- Había una vez un hombre..., artículos políticos en defensa del gobierno del depuesto Augusto Leguía, Lima, 1935
- Crónicas político-doméstico-taurinas, textos publicados en Variedades entre los años 1909 y 1919 con el seudónimo de Juan Apapucio Corrales, con prólogo suyo y epílogo del escritor José Gálvez Barrenechea; Lima, 1938
- La nieta del oidor, edición póstuma de Ricardo Silva Santisteban, 1986. En vida de Palma aparecieron solo dos capítulos: uno en la revista Ilustración Peruana (1913) y otro en Cultura (1915)